# Euglossa milenae
Euglossa milenae är en biart som beskrevs av Bembé 2007. Euglossa milenae ingår i släktet Euglossa, tribus orkidébin, och familjen långtungebin. Inga underarter finns listade.